# Кара Трейс
Кара Трейс (позывной "Старбак" (англ. Starbuck)) - вымышленный персонаж из американского мини-телесериала Звёздный крейсер «Галактика» 2003 года и одноимённого телесериала 2004-2009 гг. Роль персонажа исполняла Кэти Сакхофф. Кара Трейс является результатом переосмысления лейтенанта Старбака из оригинального сериала 1978 года. Одна из главных героинь в сериале.
У Кары Трейс есть некоторые пересечения с чертами характера лейтенанта Старбак из оригинального сериала 1978 года, такие как импульсивность, высокомерность пилотов-истребителей, оба считались лучшими во флоте, но не слишком дисциплинированные и склонные попадать в неприятности. У обоих персонажей есть пристрастие к азартным играм, выпивке, курению и занятиям сексом. Они оба потерпели крушение на заброшенной планете и бежали оттуда используя сбитый корабль сайлонов. Оба дружат с Джозефом Ли Адамой (позывной "Апполо" (англ. Apollo)), сыном коммандера Уильяма Адамы. У Кары были отношения с погибшим братом Аполлона Заком, а у лейтенанта Старбака -  периодические отношения с сестрой Апполо Афиной из оригинального сериала. Это влияло на ее отношения с Аполло и отцом Зака, Уильямом Адамой.
В то же время, есть и различия, и не только гендерные. Лейтенант Старбак был ловким и ухоженным ловеласом, в то время как Кара изображена более грубой и неухоженной.